# Глаубиц, Дезире
Дезире Марика Глаубиц (англ. Desiree Marika Glaubitz; род. 24 сентября 1979 в Траралгоне, Виктория, Австралия) — австралийская и нидерландская профессиональная баскетболистка австрийского происхождения, которая выступала в женской национальной баскетбольной лиге. Играла в амплуа атакующего защитника. Двукратная чемпионка ЖНБЛ (1999, 2011).
В составе национальной сборной Австралии она завоевала серебряные медали чемпионате мира среди девушек до 19 лет 1997 года в Бразилии.

## Ранние годы
Дезире Глаубиц родилась 24 сентября 1979 года в городе Траралгон (штат Виктория).